# قاعة فيكتوريا التذكارية

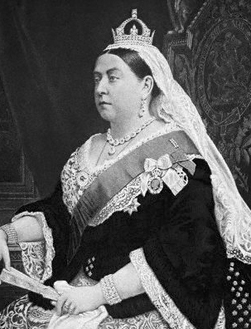
الملكة فكتوريا

قاعة فيكتوريا التذكارية (بالإنجليزية:Victoria Memorial, Kolkata)،( بالهندية:ভিক্টোরিয়া মেমোরিয়াল হল
 विक्टोरिया मेमोरियल हॉल)، هي مَبْنًى
ضَخْم، أنيقُ العمارة، صُمِّم من الرُّخام الأبيض، يقعُ في حديقة ميدان( كولكتا) [الإنجليزية] على ضِفَّةِ نهر هوغلي بالقُرب من طريق تشورينغي في مدينةِ كولكاتا،غرب البنغال،الهند. صُمِّمَ لتخليدِ الملكة فِكتوريا (1819–1901).وقد تم تحوِيلهُ حاليًّا إِلى مُتْحفٍ تابعٍ لوزارة الثقافة الهندية.

## تاريخ

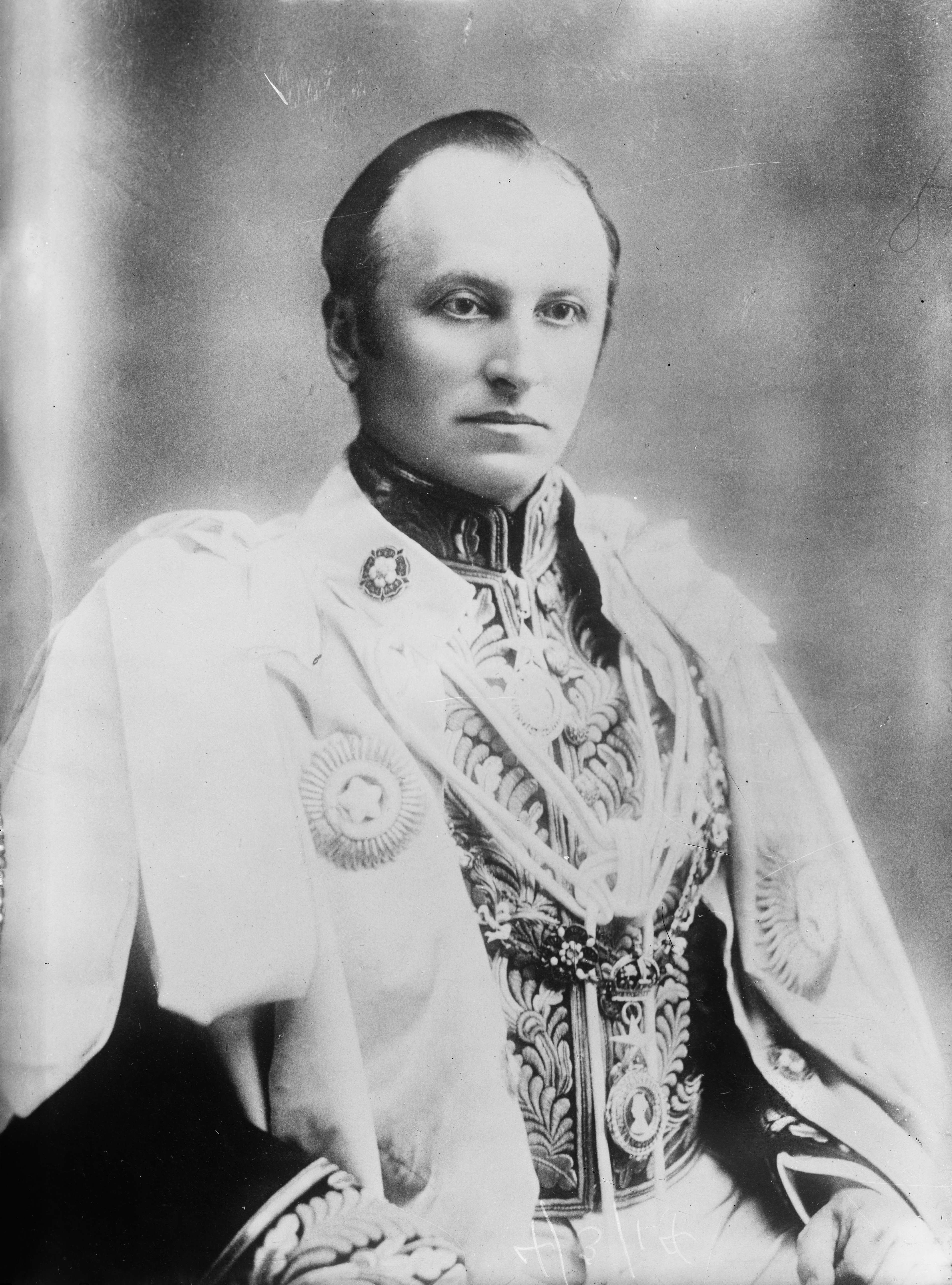
اللورد جورج كرزون، الحاكم العام للهند البريطانية في الفترة ما بين 1899 و1905.

بعدَ وَفاةِ المَلكة فيكتوريا (يناير عام 1901)، اِقتَرحَ الحَاكِمُ العام للهند جورج كرزون تَشْيِيدَ نَصْبٍ تِذْكَاري مَهِيب يليق ُبشَخْصِها.واقْترحَ أن يكونَ مَبنىً ضخماً يضم مُتْحفا وحدائِق. 
كرزون قال:
| قاعة فيكتوريا التذكارية | دعونا ، إذن نفتخر ، فلدينا هذا الصّرح العظيم ، مبنىً فخم وواسع ، ضخم ، ضخم ، يقصده كل وافد جديد في كولكتا ، وسيستمر بالتوافد عليه حتى المقيمون من كل الفئات، أوروبيين كانوا أو سكان أصليين ، ليتعلمو من تاريخنا العظيم ، حتى نرى إحياء ماضينا يتجلى أمام أعينهم. | قاعة فيكتوريا التذكارية |

وضع جورج كرزون حجر الأساس في 4 يناير 1906 ، وتم الافتتاح رسمياً للجمهور سنة 1921.

## تمويل

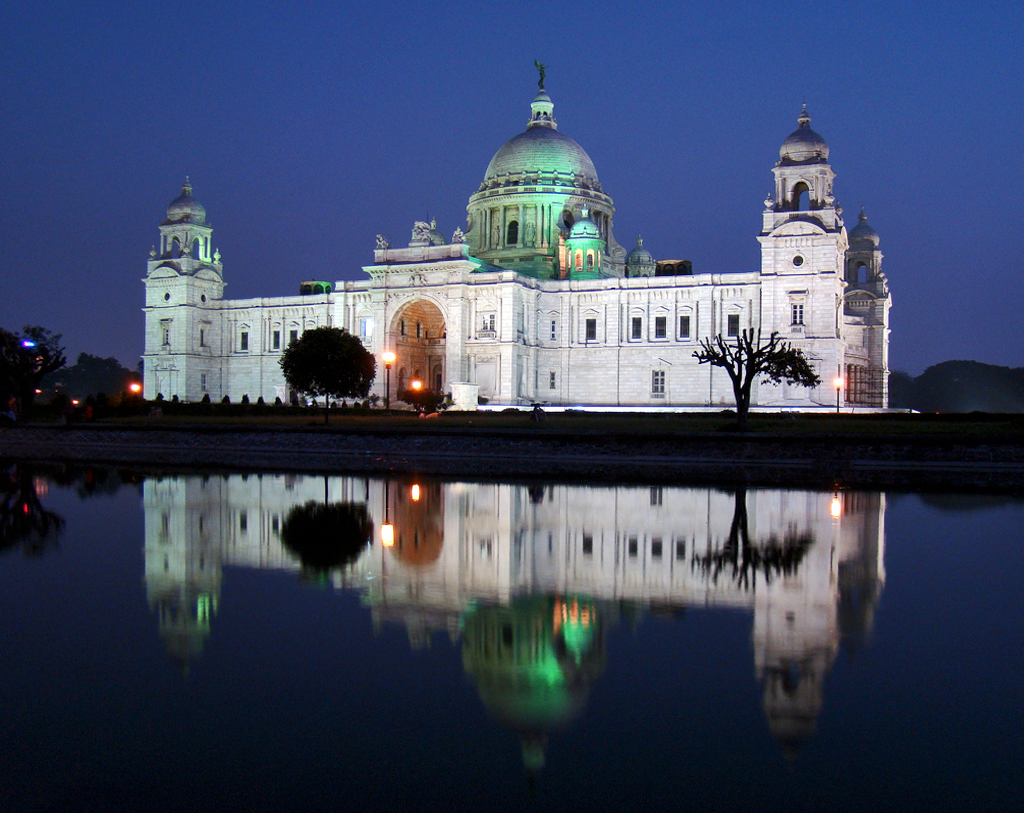
قاعة فيكتوريا التذكارية (إضاءة).

قامت الولايات الهندية والحكومة البريطانية وبعض الأفراد من الراج البريطاني بتمويل مشروع قاعة فيكتوريا التذكاري.كما تبرع أُمَراء الهند والشعب الهندي بسخاء، استجابة لدعوة جورج كرزون، حيث بلغ مقدار الأموال التي تبرعوا بها كرور واحد، خمسة آلاف روبية.

## تصميم

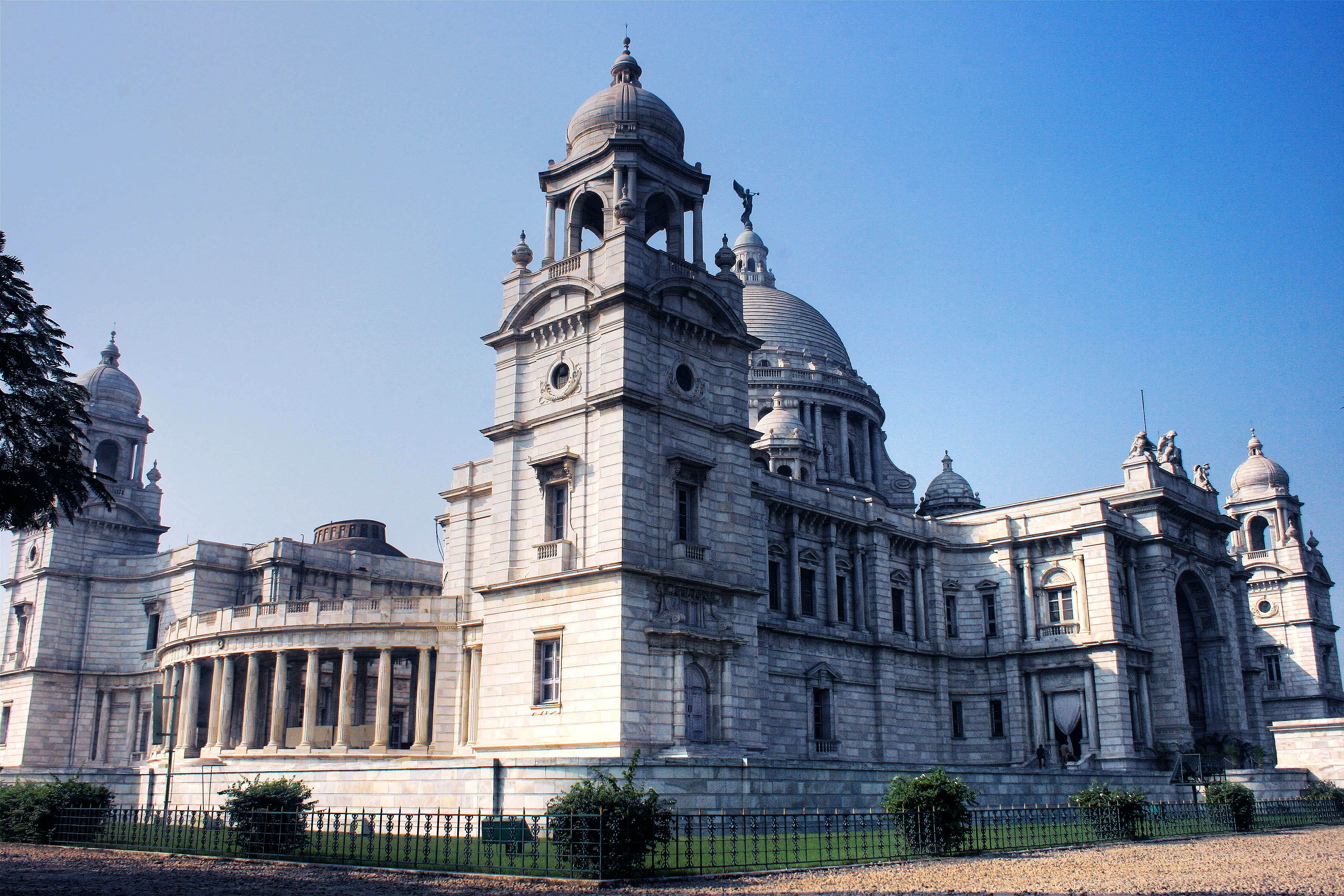
قاعة فيكتوريا التذكارية

قام المهندس المعماري وليام ايمرسون (1843 -1924 ) ، رئيس المعهد الملكي للمعماريين البريطانيين بتصميم قاعة فيكتوريا التذكاري .حيث خلق في تصميمه تمازجا جميلا يجمع بين النمط المعماري الهندو-قوطي والبريطاني والمغولي والقوطي التقليدي والإسلامي والمصري. وتبلغ أبعاد المبنى 338 قدم (103 متر) على 228 قدمًا (69 مترًا)، ويبلغ ارتفاعه 184 قدمًا (56 مترًا).تم تصميمه من رخام ماكرانا.أما الحدائق فقد صممها كل من ديفيد براين و بارون ريديسديل [الإنجليزية].

## ويليام إيمرسون
كان إيمرسون تلميذًا لوليام بورغز. زار الهند أوّل مرة سنة 1860.قام بتصميم المهاتما جيوتيبا في مومباي سنة 1865، كنيسة القدِّيسين في الله آباد سنة 1871،جامعة الله أباد سنة 1871.

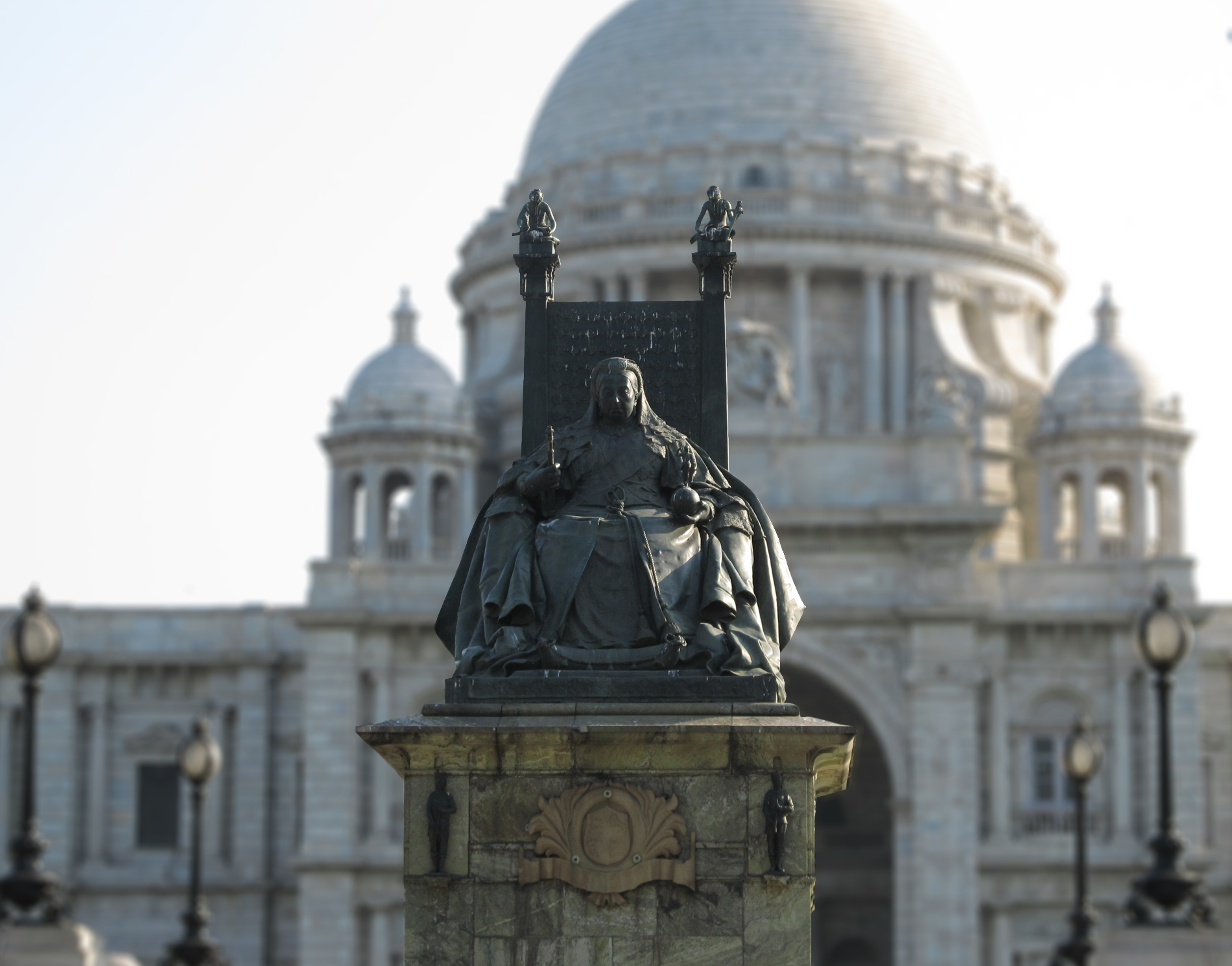
تمثال فيكتوريا

## فنسنت ج. إيش
في سنة 1899 ، عُيِّنَ إيش مهندسا مساعدا في السكك الحديدية البنغالية، وهو الشيء الذي أكسبه خبرة عملية واسعة النطاق في مجال البناء. وفي سنة 1902، قام إيمرسون بإشراك ايش في رسمه  الأصلي لنصب فيكتوريا التذكاري. وبعد عرض تصميم  المبنى سنة 1903 في دلهي دوربار (وهو تجمع جماهيري هندي يقيمه البريطانيون  عند تتويج إمبراطور الهند)، اختار كرزون «إيش» بعد أن وجده  المساعد المناسب لإيمرسون.

## البناء

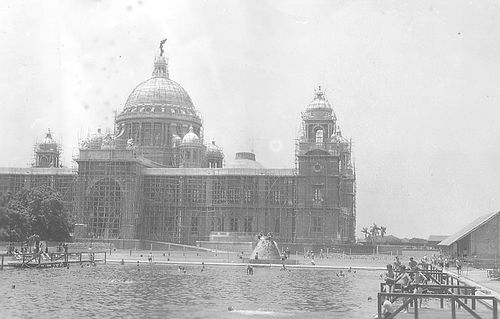
قاعة فيكتوريا في طور الإنجاز

قام كرزون بتأجيل بناء القاعة التذكارية سنة 1905 بسبب فقدان الحماس المحلي للمشروع، والحاجة إلى اختبار الأساسات.تم استئناف البناء لاحقا ووضع حجرِ أساسِ قاعة فيكتوريا التذكارية سنة 1906، وكان الافتتاح سنة 1921. تم إيكال أعمال البناء إلى السيد مارتن وشركاؤه في كولكاتا. حيث بدأ العمل في البُنية الفوقية سنة 1910.

## الزخرفة الخارجية

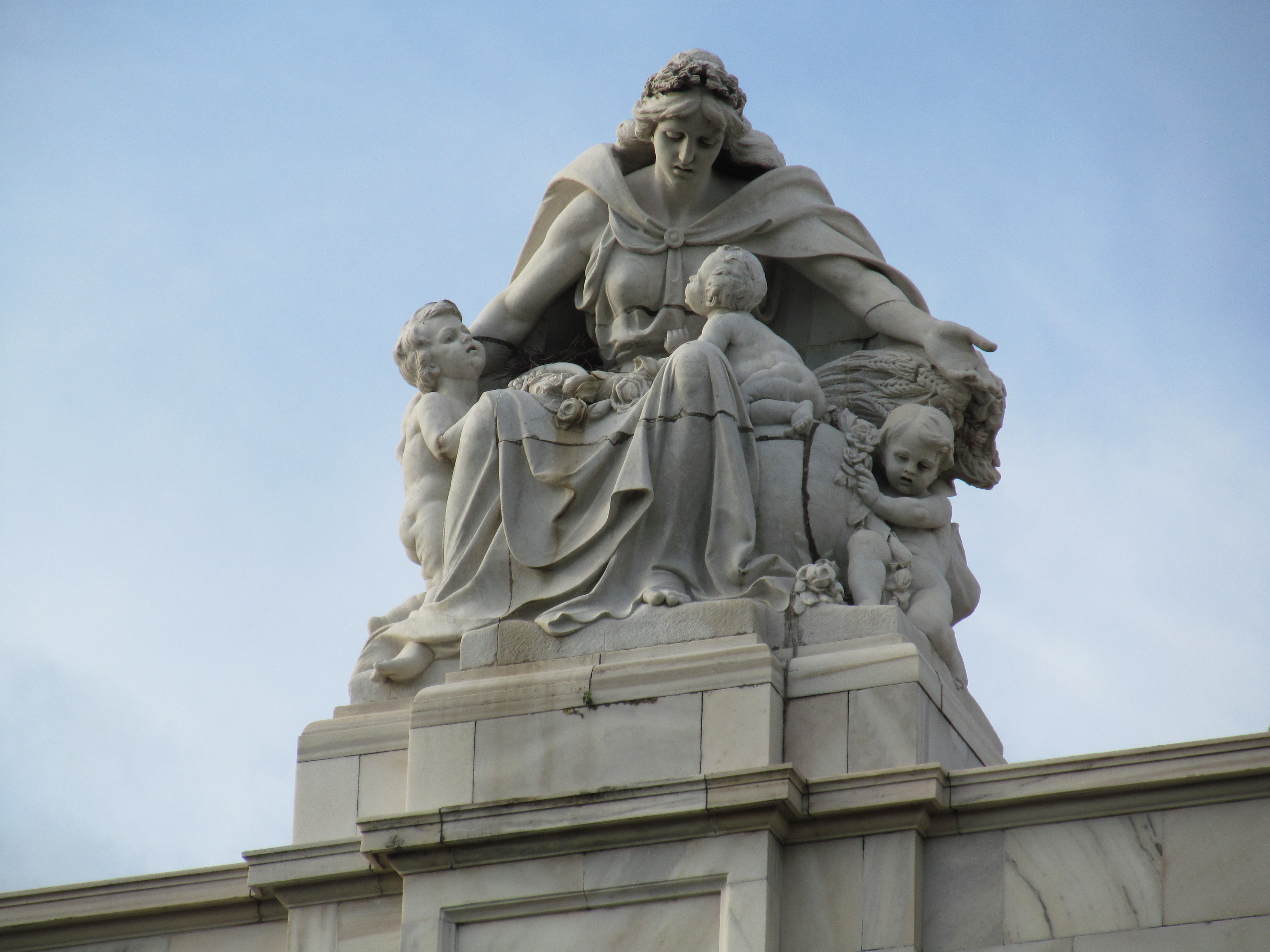
أمومة

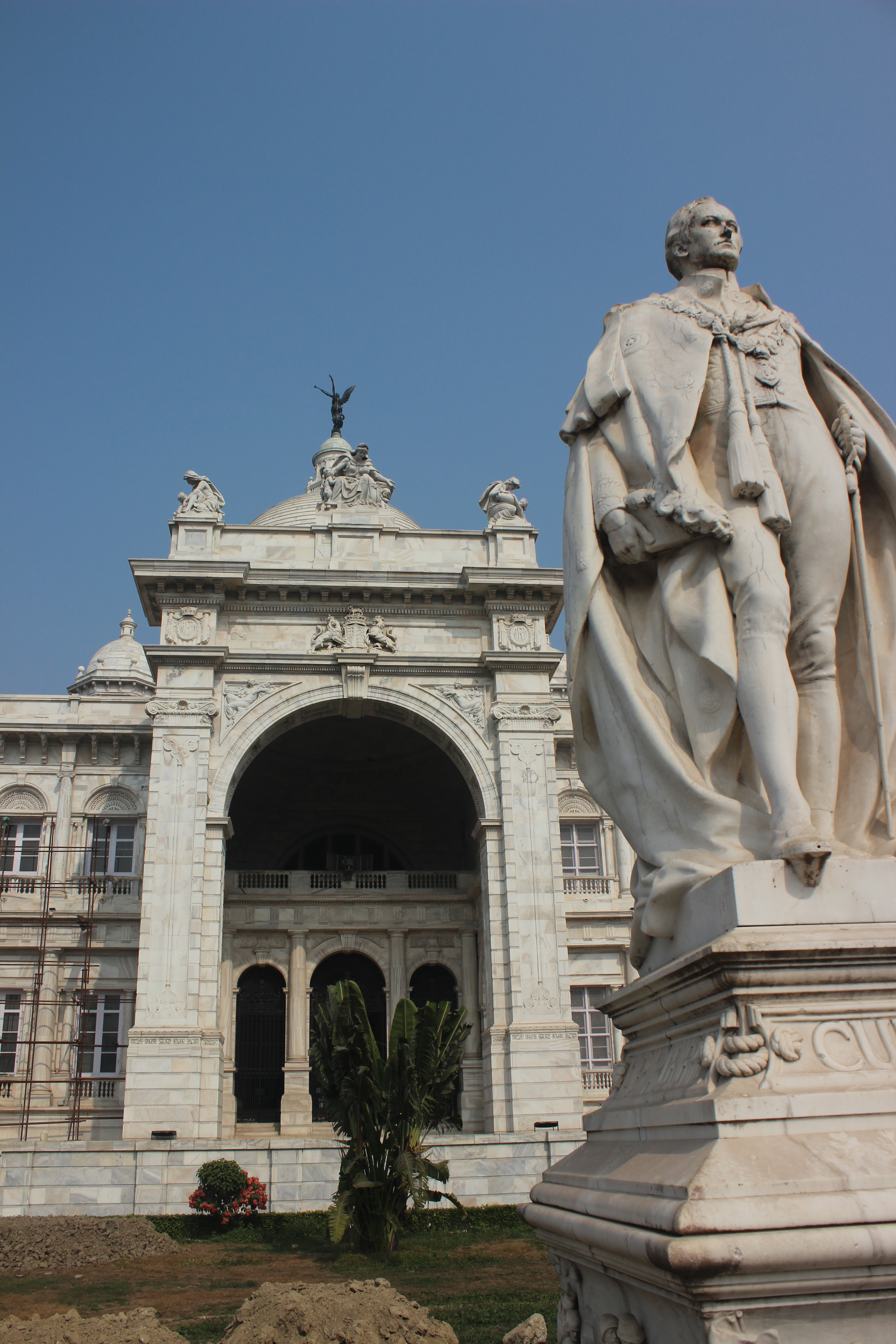
تمثال كرزون أمام قاعة فيكتوريا

تعلُو وَسط قاعة فيكتوريا قُبَّةٌ مَهيبة يبلغ طولها 16 قدم (4.9 م)، وقد أُحيطَت بها مجموعة من التماثيل التي ترمز إلى الفن والهندسة والعدل والإحسان والحكمة والأمومة والتعلم.

## استخدام الرخام الأبيض
على غٍرار تاج محل فقد تم استخدام رخام ماكرانا في تصميم مبنى فيكتوريا التذكاري.

## حدائق
تغطي الحدائق المحيطة بقاعة فيكتوريا التذكارية مساحة تقدر بـ64 فدانًا (260,000 م 2 ). ويعتني بها  فريق مكون من 21 بستاني. قام بتصميمها كل من  ديفيد براين و بارون ريديسديل [الإنجليزية].

## معرض الصور

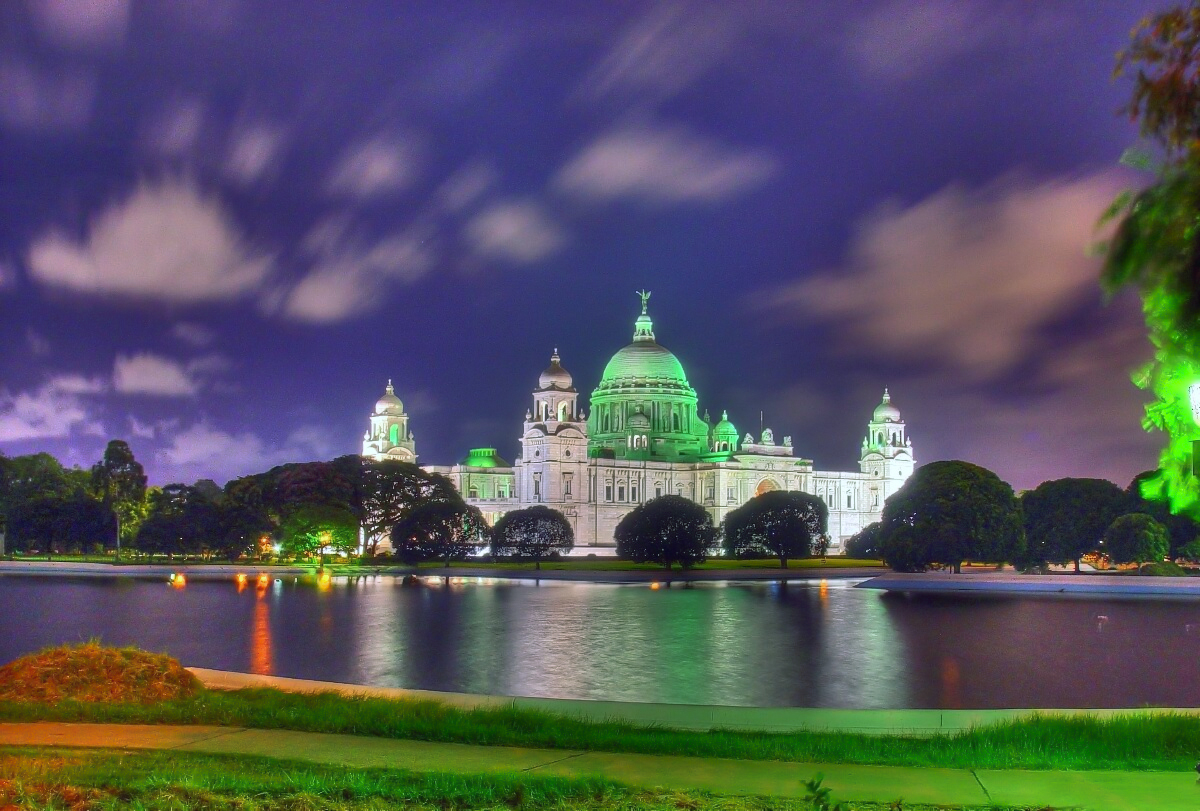
إضاءة.
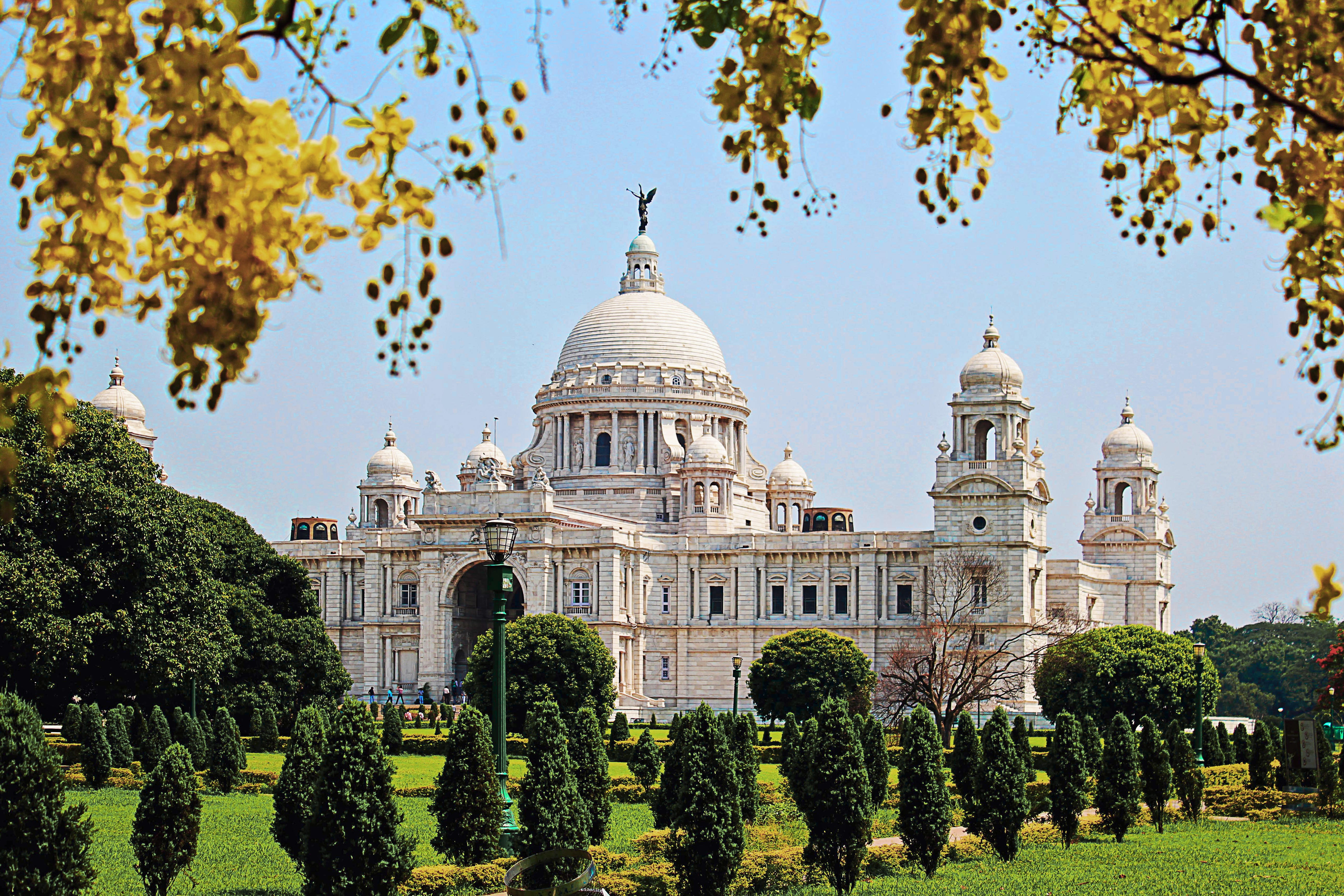
يوم مشمس.
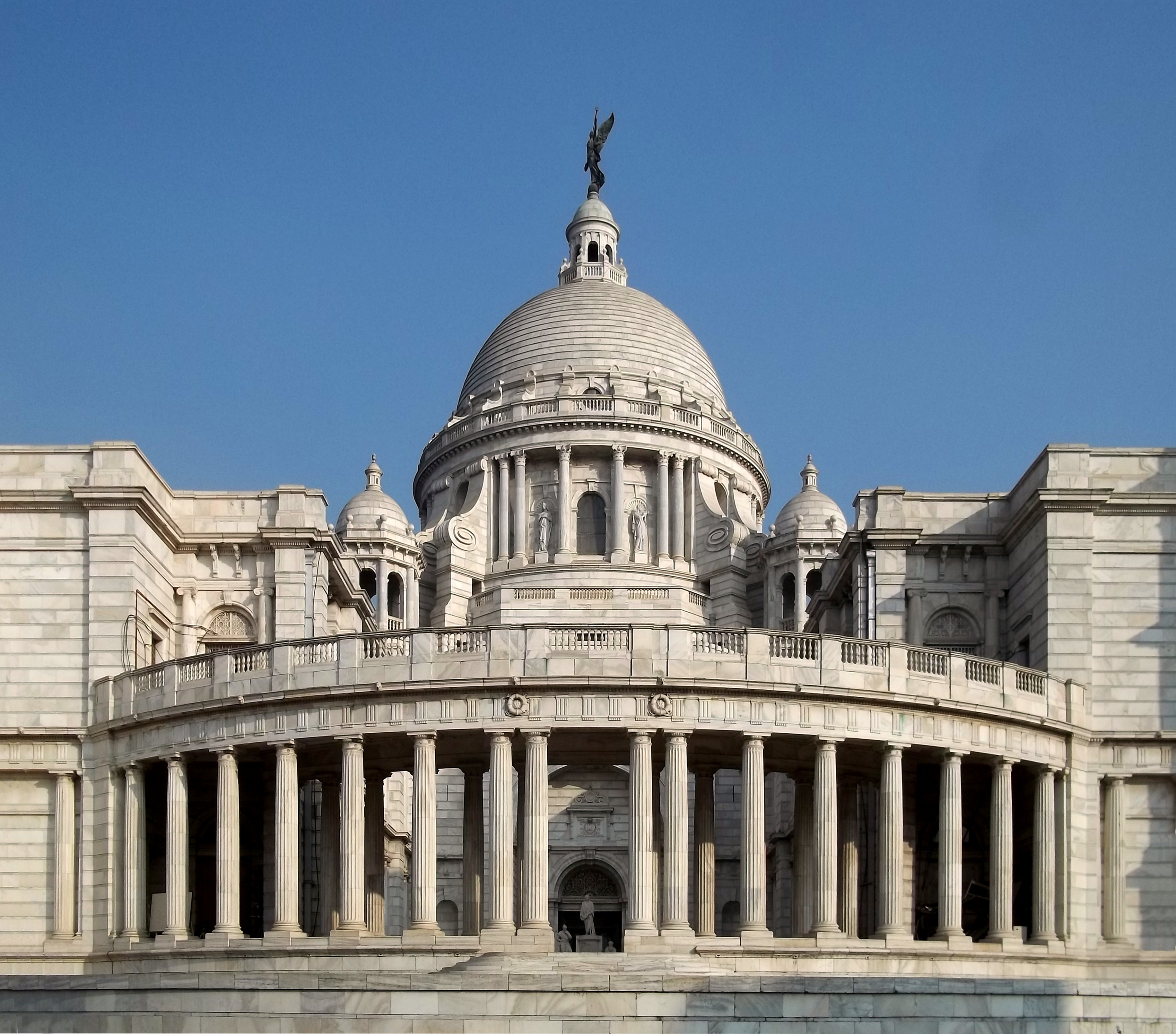
الجانب الجنوبي.
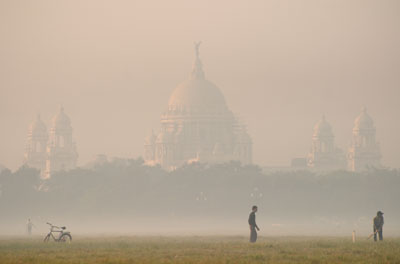
الشتاء صباحاً
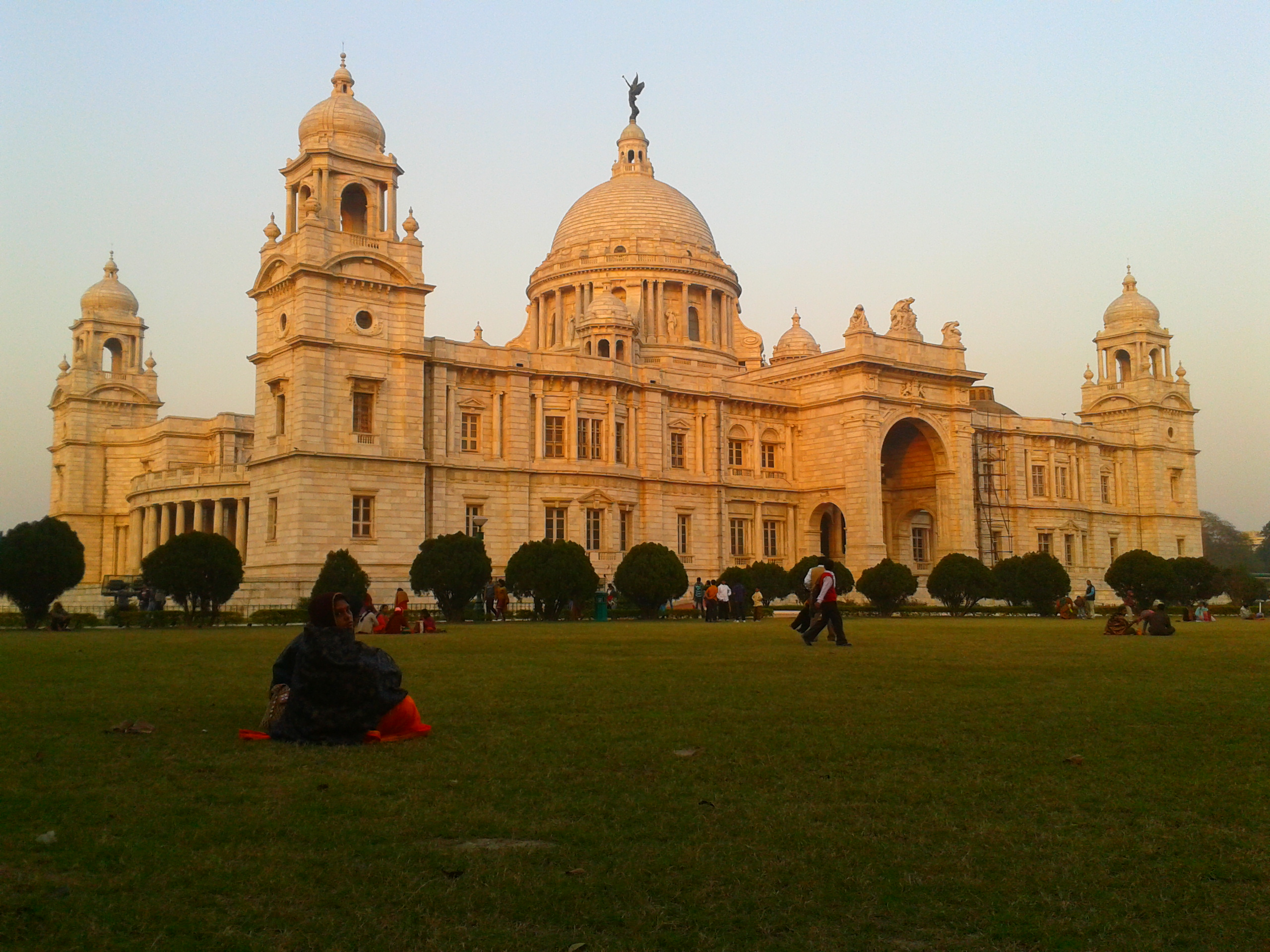
ْْالغَسَق.
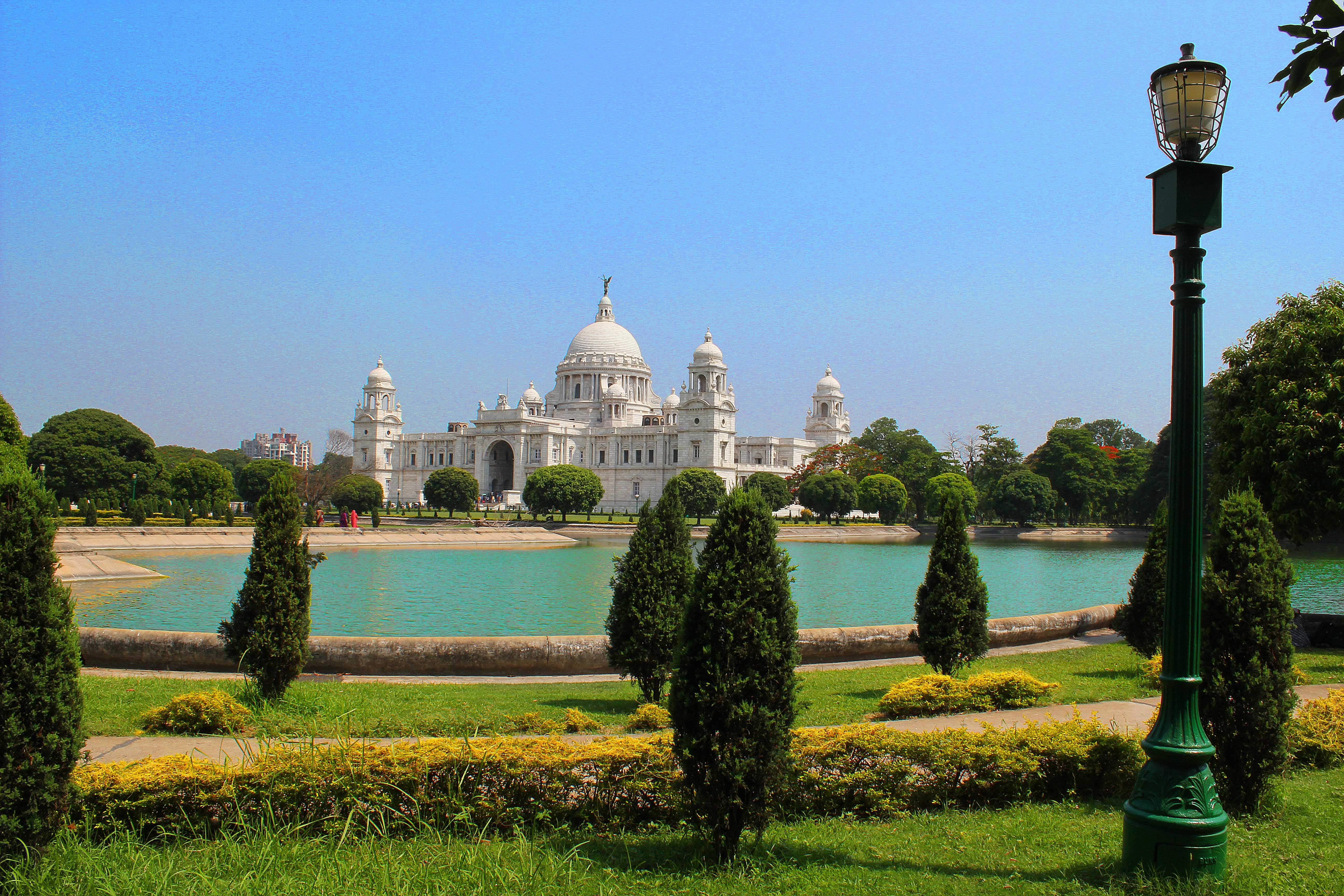
البُحيرات
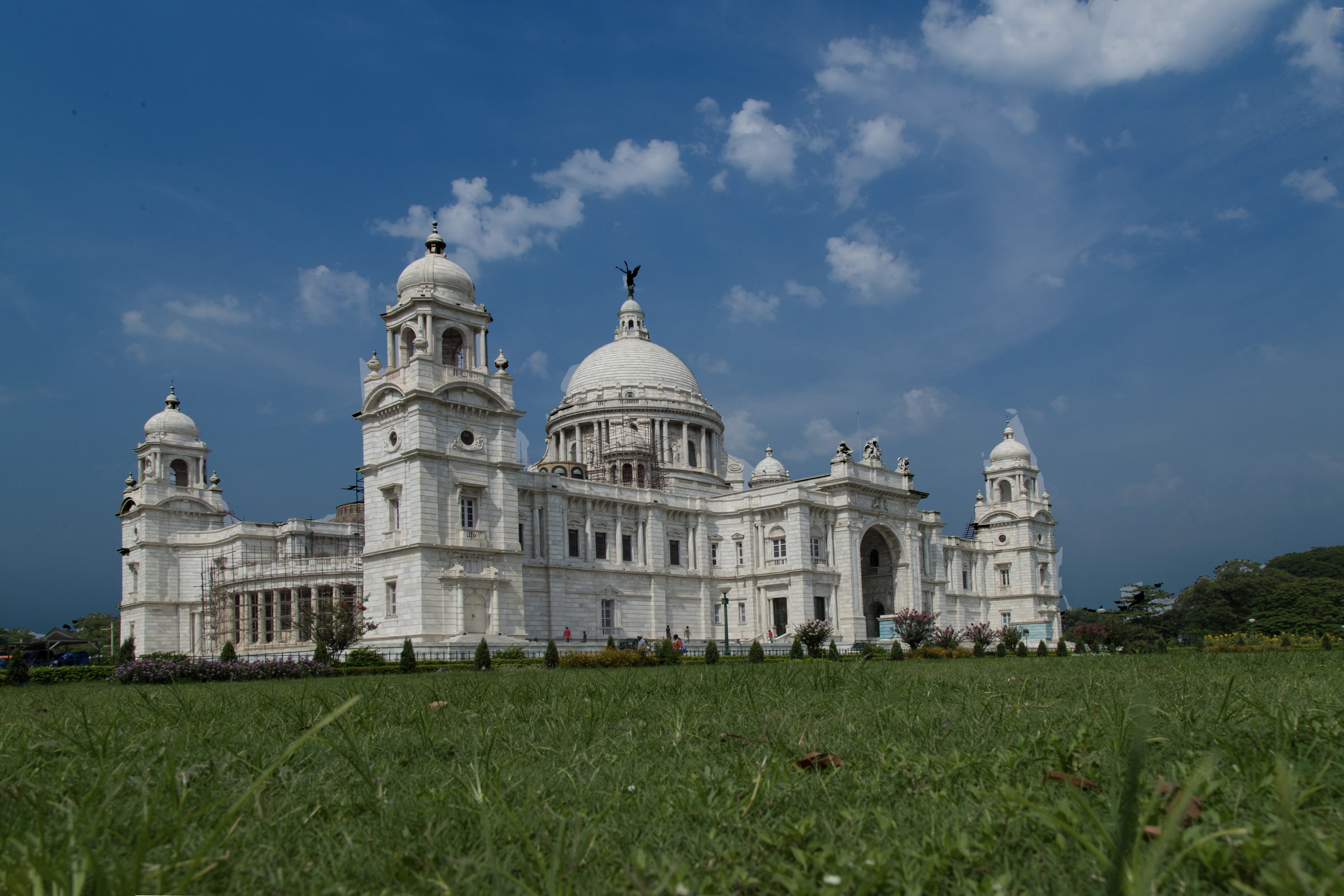
قاعة فيكتوريا التذكارية.
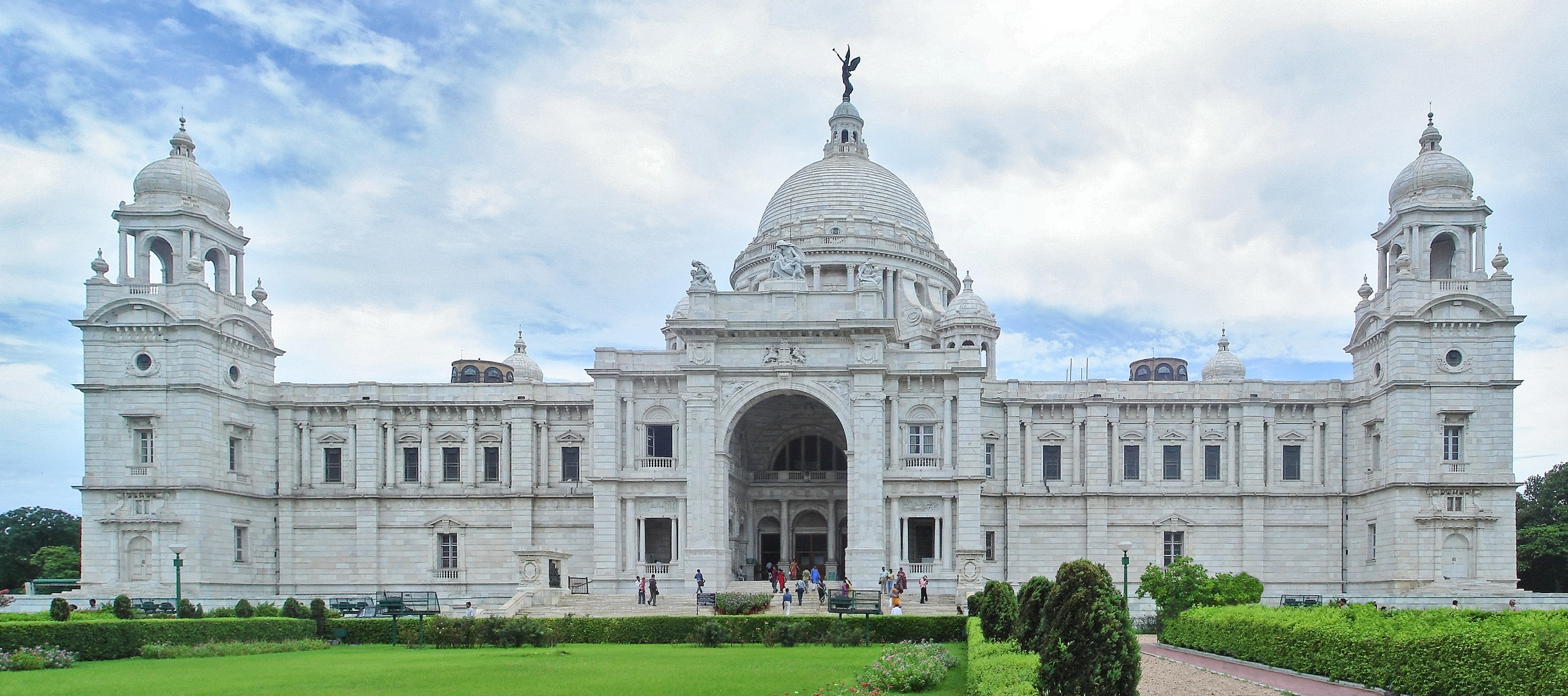
صورة بانورامية لقاعة فيكتوريا التذكارية.
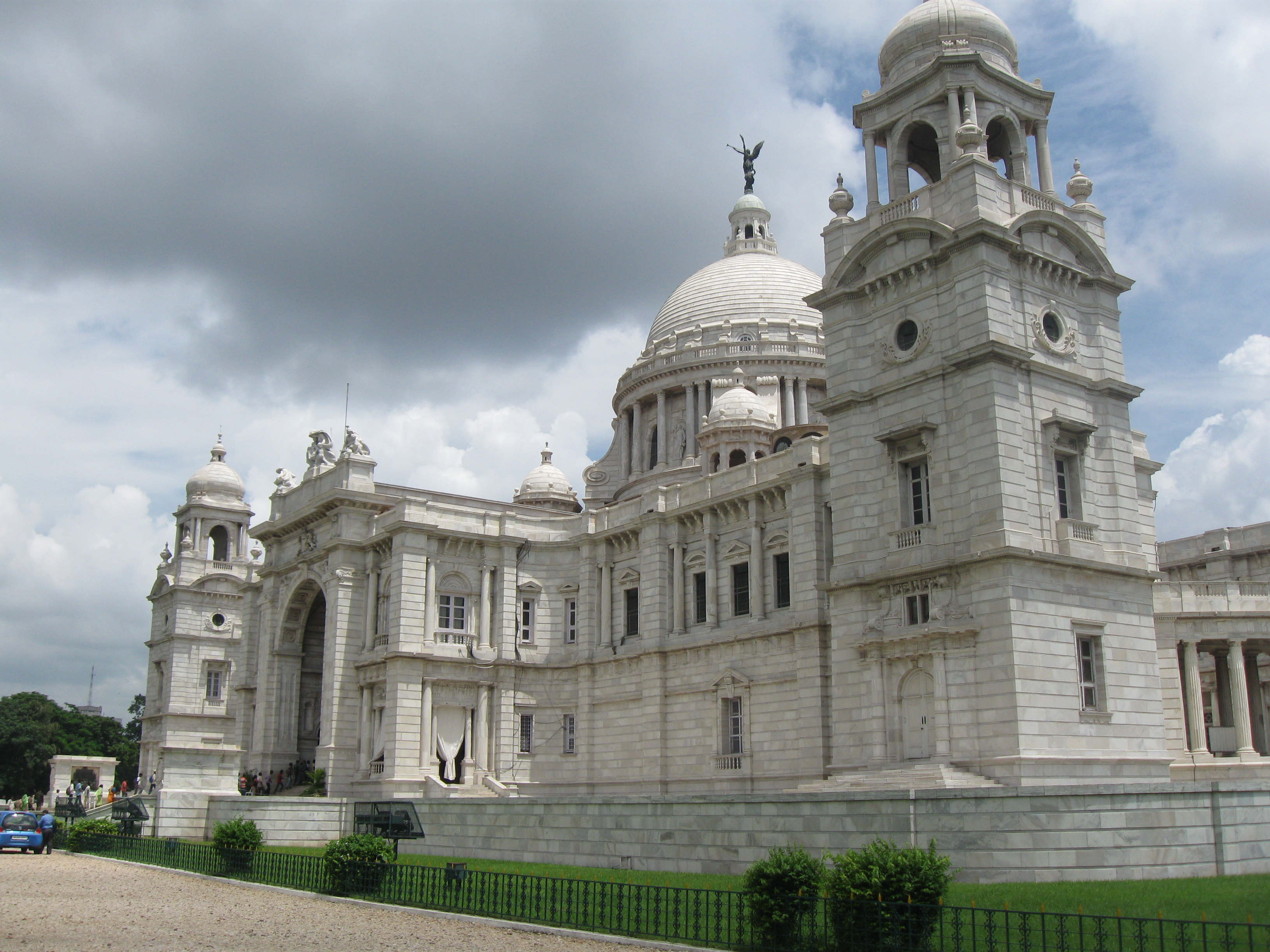
رؤية جانبية.
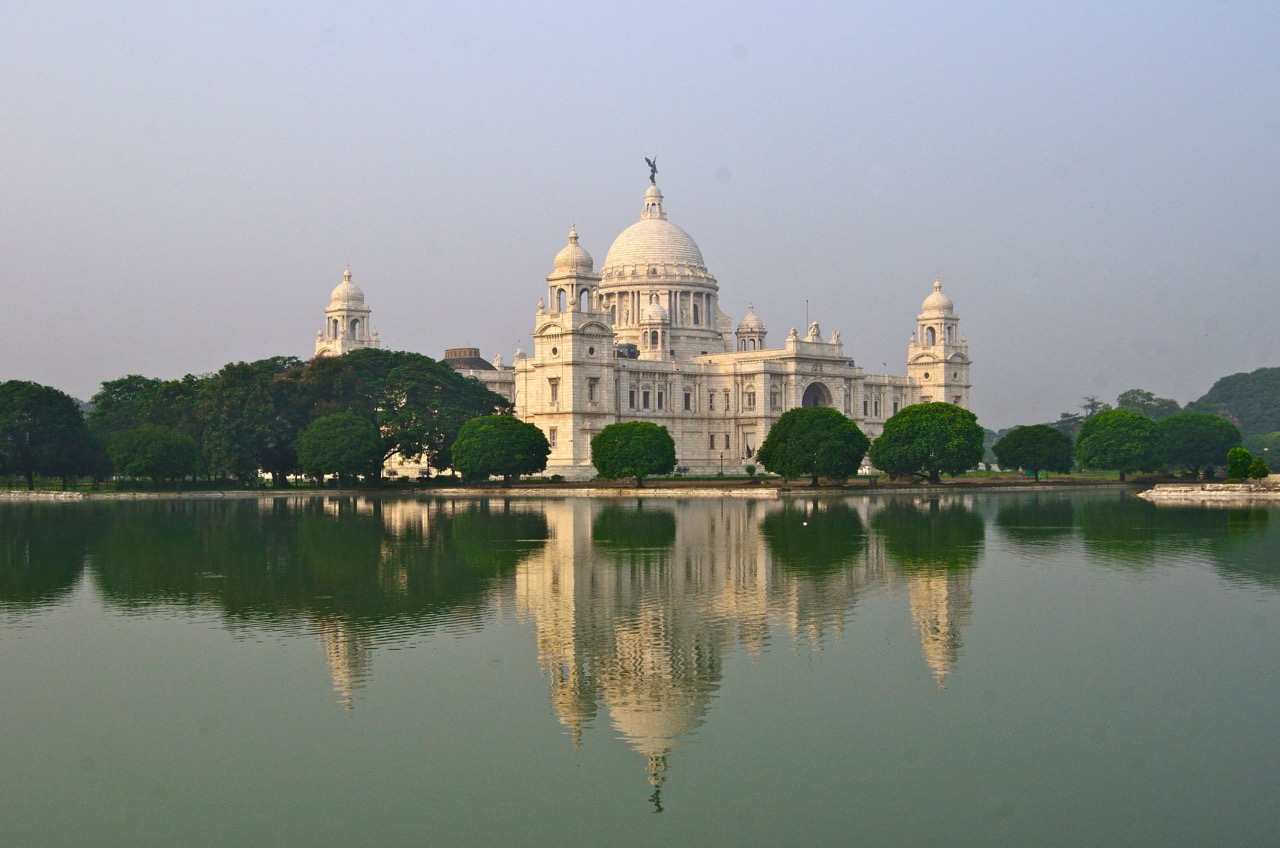
قاعة فيكتوريا التذكارية.

## روابط خارجية
- الموقع الرسمي